# Tommy Flanagan (acteur)
Pour les articles homonymes, voir Tommy Flanagan.
Tommy Flanagan, né le 3 juillet 1965 à Glasgow (Écosse, Royaume-Uni), est un acteur britannico-américain.

## Biographie

### Jeunesse & famille
Le troisième de cinq enfants, il assiste à six ans à l'abandon de sa mère Betty par son père (décédé en 2002). Il admet que sa mère a dû avoir une certaine poigne pour le maintenir dans la persévérance des études.
Les cicatrices présentes sur son visage sont dues à une agression dont il a été victime en 1992, par un trafiquant de cocaïne nommé David Hugues, en sortant d'un pub à Glasgow. Cette pratique (dite sourire de Glasgow, ou sourire de l'ange), originaire de Glasgow en Écosse, est apparue dans les années 1920-1930.

### Carrière
Flanagan exerce la peinture, la décoration et s'est essayé comme disc jockey. Sur la suggestion de son ami Robert Carlyle et de son épouse Caroline, il essaie le théâtre au Rain Dog pendant trois ans et c'est Mel Gibson qui lui offre son premier gros rôle au cinéma dans Braveheart en 1995. Il répète à l'envi qu'il préfère la pluie et la misère d'Écosse au soleil de Californie.
Il a joué le personnage récurrent de Filip « Chibs » Telford dans Sons of Anarchy, série télévisée américaine créée par Kurt Sutter et diffusée entre le 3 septembre 2008 et le 9 décembre 2014 sur FX aux États-Unis et sur Super Channel au Canada.
En 2016, il fait également une apparition dans le vidéo clip « Rotting in vain » du groupe américain Korn.

### Vie privée
Il épouse Rachel Schadt en mai 1998, le couple divorce en juin 2001. Il se remarie avec Jane Ford de 2007 à 2010. Il est marié à Dina Livingston depuis 2010.

## Filmographie

### Cinéma

#### Longs métrages
- 1995 : Braveheart de Mel Gibson : Morrison
- 1997 : Le Saint (The Saint) de Phillip Noyce : Scarface
- 1997 : Volte-face (Face/Off) de John Woo : Leo
- 1997 : The Game de David Fincher : Un mendiant / Un conducteur de taxi
- 1999 : Guns 1748 (Plunkett & Macleane) de Jake Scott : Eddie
- 1999 : Ratcatcher de Lynne Ramsay : Da, le père
- 2000 : Gladiator de Ridley Scott : Cicéron
- 2000 : Sunset Strip d'Adam Collins : Duncan Reid
- 2001 : Une star dans la mafia (Strictly Sinatra) de Peter Capaldi : Michaelangelo
- 2001 : Dead Dogs Lie de Craig Singer : Michael
- 2002 : Chasseurs de primes (All About the Benjamins) de Kevin Bray : Williamson
- 2003 : Charlie's Angels : Les Anges se déchaînent ! (Charlie's Angels: Full Throttle) de McG : Un des hommes de main irlandais
- 2004 : Trauma de Marc Evans : Tommy
- 2004 : Alien vs. Predator de Paul W. S. Anderson : Mark Verheiden
- 2005 : Sin City de Robert Rodriguez, Frank Miller et Quentin Tarantino : Brian
- 2005 : Opération Matchbox (The Last Drop) de Colin Teague : Soldat Dennis Baker
- 2006 : Terreur sur la ligne (When a Stranger Calls) de Simon West : l'étranger
- 2007 : Mise à prix (Smokin'Aces) de Joe Carnahan : Lazlo Soot
- 2008 : Hero Wanted de Brian Smrz : Derek
- 2010 : Mise à prix 2 (Smokin'Aces 2: Assassin's Ball) de P. J. Pesce : Lazlo Soot
- 2010 : Luster d'Adam Mason : Les
- 2011 : Grace And Danger de Rhys Hayward : Worner
- 2013 : Officer Down de Brian  A. Miller : Père Reddy
- 2015 : Winter de Heidi Greensmith : Woods Weston
- 2016 : Wild for the Night de Benny Boom : Kipling
- 2017 : Sand Castle de Fernando Coimbra : Sergent-major McGregor
- 2017 : Les Gardiens de la Galaxie Vol. 2 (Guardians of the Galaxy Vol. 2) de James Gunn : Tullk
- 2017 : Papillon de Michael Noer : Un homme
- 2017 : La Balade de Lefty Brown (The Ballad of Lefty Brown) de Jared Moshé : Tom Harrah
- 2017 : Liberté sauvage ('Running Wild') d'Alex Ranarivelo : Jon Kilpatrick
- 2018 : Adolescence d'Ashley Avis : Shepherd
- 2018 : Legal Action de Brent Christy : Mr Gates
- 2018 : 3 Way Junction de Juergen Bollmeyer : Nick
- 2019 : Killers Anonymous de Martin Owen : Markus
- 2019 : The Rising Hawk d'Akhtem Seitablaïev et John Wynn : Tugar
- 2019 : The Wave de Gille Klabin : Aeolus
- 2019 : American Fighter de Shaun Paul Piccinino : McClellen
- 2020 : Max Cloud de Martin Owen : Brock Donnelly
- 2021 : 40-Love de Fred Wolf : Petrov
- 2021 : Montford: The Chickasaw Rancher de Nathan Frankowski : Holden
- 2022 : There Are No Saints d'Alfonso Pineda Ulloa : Jet Rink
- 2022 : Tuer pour survivre (Boon) de Derek Presley : Fitzgerald
- 2022 : Code Name Banshee de Jon Keeyes : Anthony Greene
- 2024 : Sleeping Dogs d'Adam Cooper : Jimmy Remis

#### Courts métrages
- 1995 : The Lucky Suit de Caroline Paterson : Le chef du gang
- 2000 : Hidden de Craig Strachan : McCraken
- 2010 : Swifty and Veg de Christian Filippella : Swifty
- 2018 : Fuerteventura de Salvador Lleo De La Fe : Le Capitaine

### Télévision

#### Séries télévisées
- 1993 : Taggart : Tam McLeod
- 1996 : Rab C. Nesbitt : Sean
- 1996 : A Mug's Game : Paul
- 1996 : Bad Boys : Harry
- 2000 : Rebus : Thomas Telford
- 2008 : 24 heures chrono (24) : Gabriel Shector
- 2008 - 2014 : Sons of Anarchy : Filip "Chibs" Telford
- 2010 : Lie to Me : Ron Marshall
- 2011 : Detroit 1-8-7 : Albert "Big Al" Stram
- 2012 : New York, unité spéciale (Law and Order: Special Victims Unit) : John Murphy
- 2013 : Peaky Blinders : Arthur Shelby Senior
- 2015 : Revenge : Malcolm Black
- 2015 : Gotham : Tommy "The Knife"
- 2016 : Motive : Jack Stoker
- 2019 : Wu Assassins : Alec McCullough
- 2019 : Mayans M.C. : Filip "Chibs" Telford
- 2020 : Westworld : Martin Conells
- 2022 - 2023 : Power Book IV: Force : Walter Flynn
- 2024 : Un couple parfait (The Perfect Couple) : Broderick Graham

#### Téléfilms
- 1993 : Tis' the Season to be Jolly de Ron Bain : un prisonnier
- 1995 : Jolly: A Life de Ron Bain : l'homme dans la grotte
- 2001 : Attila le Hun (Atila) de Dick Lowry : Bleda